# Ametris bitactaria
Ametris bitactaria är en fjärilsart som beskrevs av Walker 1861. Ametris bitactaria ingår i släktet Ametris och familjen mätare. Inga underarter finns listade i Catalogue of Life.